# Alexandre Volkoff
Alexandre Volkoff, född som Aleksandr Aleksandrovitj Volkov (ryska: Александр Александрович Волков), den 27 december 1885 i Moskva, Kejsardömet Ryssland, död 22 maj 1942 i Rom, Italien, var en rysk-fransk filmregissör, manusförfattare och skådespelare.

## Filmografi i urval
- 1917 – Fader Sergius (tillsammans med Jakov Protazanov)
- 1919 – Ljudi gibnut za metall [5][6]
- 1923 – Alla kvinnors avgud
- 1924 – Skuggor som försvinna
- 1926 – Casanova
- 1928 – Orientens hemligheter
- 1930 – Den vita demonen
- 1933 – I Bagdads harem [7]
- 1936 – Stjenka Rasin
- 1941 – Amore imperiale